# Derobrachus megacles
Derobrachus megacles là một loài bọ cánh cứng trong họ Cerambycidae.